# Spy vs. Spy

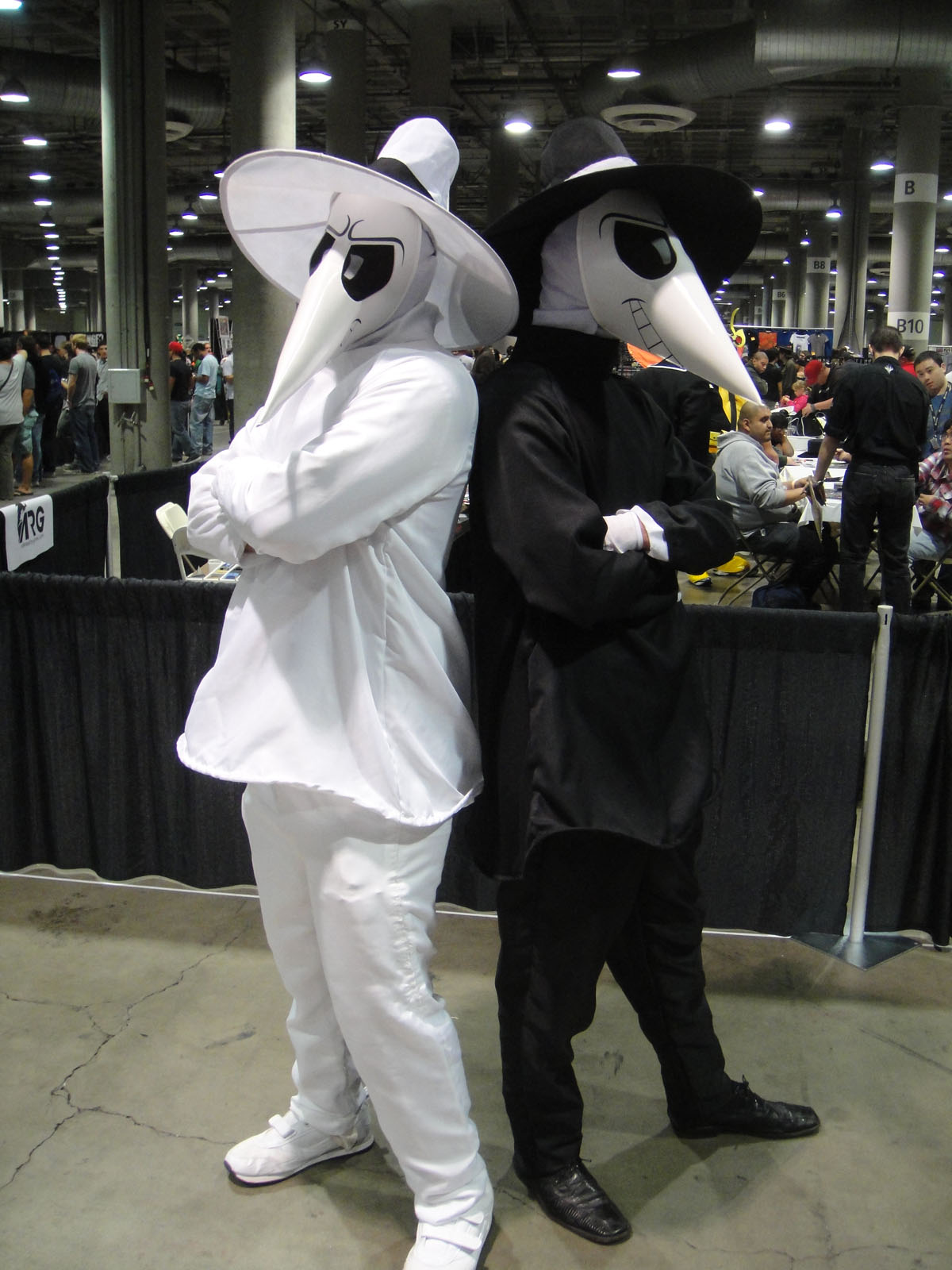
Biały Szpieg i Czarny Szpieg

Spy vs. Spy — komiks ukazujący się w amerykańskim czasopiśmie satyrycznym Mad od 1961 roku. Głównymi postaciami komiksu są dwaj szpiedzy — Biały i Czarny — którzy walczą ze sobą za pomocą przeróżnych pułapek i podstępów. Jest też Szary Szpieg, kobieta-szpieg, w której zakochują się obaj szpiedzy. Autorem komiksu był Antonio Prohías, kubański satyryk polityczny, który w 1960 roku w obawie przed aresztowaniem uciekł z ojczystego kraju do Stanów Zjednoczonych. W treści komiksu można łatwo dopatrzeć się satyry na zimną wojnę. 
W 1984 ukazała się gra komputerowa na podstawie komiksu, Spy vs. Spy, przeznaczona na platformy Commodore 64 i Atari. Gra doczekała się dwóch sequeli, Spy vs. Spy II: The Island Caper oraz Spy vs. Spy III: Arctic Antics. W 2005 roku kolejna gra pod tytułem Spy vs. Spy została wydana na konsolę Xbox. 
Postacie szpiegów wystąpiły także w krótkometrażowych animacjach w telewizyjnym programie rozrywkowym Mad TV oraz w animowanym serialu Mad z Cartoon Network. 